# 月球18号
月球18号（俄语：Луна 18）属于苏联的第三代无人月球探测器。1971年9月2日发射后先进入地球轨道，1周后飞向月球。在月表运转54周后，在9月9日开始下降。然而在预定降落到月表的时间，探测器却与地面失去了联系。

## 资料来源
1. ↑  . nssdc.gsfc.nasa.gov.   [2018-05-02]. （原始内容存档于2019-04-17）.
2. ↑  [永久]